# Czesław Lang
Czesław Lang (Kołczygłowy, 17 maggio 1955) è un ex ciclista su strada e pistard polacco.
Vinse la medaglia d'argento su strada ai Giochi olimpici di Mosca 1980, e fu poi professionista in Italia tra il 1982 e il 1989.

## Carriera
Da dilettante partecipò alle olimpiadi di Montréal 1976 nell'inseguimento a squadre, dove la squadra polacca fu eliminata ai quarti di finale, e alle olimpiadi di Mosca 1980, dove fu argento nella prova in linea e quarto nella cronosquadre. Vinse inoltre due medaglie ai mondiali, un bronzo nel 1977 e un argento nel 1979, in entrambe le occasioni nella 100 km a squadre. Vinse anche il Tour du Vaucluse nel 1979, la Settimana Ciclistica Bergamasca, il Giro di Polonia e i campionati polacchi nella cronosquadre nel 1980, e la Małopolski Wyścig Górski nel 1981.
Passato professionista nel 1982 con la Gis Gelati-Olmo di Piero Pieroni, vestì poi le divise di Carrera, Del Tongo-Colnago e Malvor-Sidi. Si distinse soprattutto nelle prove a cronometro; le principali vittorie da professionista furono il prologo della Tirreno-Adriatico 1983, una tappa al Tour de l'Aude 1986, il prologo del Tour de Romandie 1987, una tappa alla Volta Ciclista a Catalunya 1988 e il Trofeo Baracchi (cronometro a coppie) nello stesso anno.
Dopo il ritiro, avvenuto nel 1989, fu nello staff tecnico della Diana/Lampre dal 1990 al 1995 affiancando Pietro Algeri, escluso il 1991 con la Del Tongo.

## Palmarès
- 1977 (Dilettanti)

GP Ostrowca Swietokrzyskiego
4ª tappa, 2ª semitappa Settimana Ciclistica Bergamasca (Sarezzo > Sant'Apollonio, cronometro)
5ª tappa Settimana Ciclistica Bergamasca (Albese > Albese)
- 1978 (Dilettanti)

4ª tappa, 2ª semitappa Settimana Ciclistica Bergamasca (Albese > Alpe del Viceré, cronometro)
- 1979 (Dilettanti)

4ª tappa Tour du Vaucluse
Classifica generale Tour du Vaucluse
- 1980 (Dilettanti)

5ª tappa, 2ª semitappa Settimana Ciclistica Bergamasca (Villongo > Colli di San Fermo) (cronometro)
Classifica generale Settimana Ciclistica Bergamasca
Classifica generale Giro di Polonia
Campionati polacchi, cronosquadre
Campionati polacchi in salita
- 1981 (Dilettanti)

Małopolski Wyścig Górski
- 1983

Prologo Tirreno-Adriatico (Santa Severa, cronometro)
- 1986

3ª tappa Tour de l'Aude (Carcassonne > Carcassonne)
- 1987

Prologo Tour de Romandie (Bernex, cronometro)
Millemetri del Corso di Mestre (cronometro)
- 1988

3ª tappa, 2ª semitappa Volta Ciclista a Catalunya (Barcellona > Platja d'Aro)
Trofeo Baracchi (con Lech Piasecki, cronocoppie)

### Altri successi
- 1985

Premio cordialità Tour de France

## Piazzamenti

### Grandi Giri
- Giro d'Italia

1982: 17º
1983: 40º
1984: 68º
1985: 57º
1986: 68º
1987: 51º
1988: 80º
1989: 77º
- Tour de France

1984: 93º
1985: 89º
1987: ritirato (13ª tappa)

### Competizioni mondiali
- Campionati del mondo su strada

San Cristóbal 1977 - Cronosquadre: 3º
Valkenburg 1979 - Cronosquadre: 2º
Goodwood 1982 - In linea: ritirato
Giavera del Montello 1985 - In linea: ritirato
Colorado Springs 1986 - In linea: 31º
Villaco 1987 - In linea: 24º
Ronse 1988 - In linea: 39º
- Campionati del mondo su pista

Rocourt 1975 - Inseguimento ind. dilettanti: 7º
- Giochi olimpici

Montréal 1976 - Inseguimento a squadre: eliminato nei quarti
Mosca 1980 - In linea: 2º
Mosca 1980 - Cronosquadre: 4º